# Symphonie no 8 de Dvořák
Pour les articles homonymes, voir Symphonie no 8.
 (février 2024).
Si vous disposez d'ouvrages ou d'articles de référence ou si vous connaissez des sites web de qualité traitant du thème abordé ici, merci de compléter l'article en donnant les références utiles à sa vérifiabilité et en les liant à la section « Notes et références ».
La Symphonie no 8 en sol majeur, B. 163, opus 88, du compositeur tchèque Antonín Dvořák fut écrite entre septembre et novembre 1889 puis créée le 2 février 1890 à Prague.
Proche des inspirations populaires, elle témoigne pour l’essentiel d’une atmosphère allégée et rassérénante, celle-là même dont Dvořák jouissait au village de Vysoka où la symphonie fut composée. Si elle réunit des éléments disparates et à première vue incompatibles, elle réussit le tour de force de rester équilibrée. Musicalement, les particularités de cette symphonie sont sa tonalité (de sol majeur, peu courante pour une symphonie romantique) et l’alternance du majeur et du mineur (souvent prisée par Dvořák).

## Structure
La symphonie se compose de quatre mouvements :
1. Allegro con brio - Un poco meno mosso - Poco meno mosso (4/4 - en sol majeur)
2. Adagio - Poco più animato (2/4 - en do mineur)
3. Allegretto grazioso – Molto vivace (3/8 - en sol mineur)
4. Finale : Allegro ma non troppo (2/4 - en sol majeur)

## Mouvements

### Allegro con brio
Les sentiments de joie, d’exaltation, de paix spirituelle, avec quelques moments de tension, plus épique que tragique, dominent tout le premier mouvement.

### Adagio
Le second mouvement, quant à lui, est une page d’un romantisme narratif teintée d’une ferveur quasi religieuse (thème proche d’un choral). La soudaine irruption du dramatisme est la réapparition du thème du choral transformé en plaintes douloureuses. Mais c’est à nouveau le mouvement dansant qui revient à la fin. À noter également l'intervention d'un violon solo vers le milieu de ce morceau. Néanmoins, dans cette symphonie, il n'intervient que très brièvement, contrairement à d'autres symphonies, comme la Première de Brahms, où il occupe toute la seconde moitié du deuxième mouvement.

### Allegretto grazioso
Le troisième mouvement est un scherzo où se détache une mélodie populaire, simple et légère, qui sera reprise avec un rythme différent et une énergie dansante intensifiée. 

### Finale: Allegro ma non troppo
Un signal de trompette ouvre le finale avant que les violoncelles exposent une mélodie chaude et vibrante, développée en deux groupes de variations séparés par un épisode central : le premier groupe culmine sur une vertigineuse bacchanale ; l’épisode central se voit rythmé comme une marche ; le second groupe, plus mélodique, met en valeur des timbres isolés. Ainsi, l’ensemble du quatrième mouvement est marqué d’un esprit rhapsodique, dont l’optimisme et la vitalité trouvent leur confirmation finale dans le retour de la bacchanale. Comme pour la Quatrième symphonie de Brahms, ce morceau comprend un solo de flûte, mais dans un tout autre esprit.

## Orchestration
L'orchestration du piccolo et du cor anglais est très peu courante dans cette symphonie. Le piccolo soutient une longue note à l'unisson avec la flûte dans l'exposition du premier mouvement. Le cor anglais joue seulement une courte phrase durant la seconde exposition du thème principal « bird call », également dans le premier mouvement.
| Instrumentation de la huitième symphonie                                                                      |
| Cordes |
| premiers violons, seconds violons, altos, violoncelles, contrebasses                                          |
| Bois |
| 2 flûtes, dont une jouant du piccolo 2 hautbois, dont un jouant du cor anglais 2 clarinettes en la, 2 bassons |
| Cuivres |
| 4 cors 2 en fa, 2 trompettes en fa, 3 trombones (2 ténors et basse), 1 tuba                                   |
| Percussions                                                                                                   |
| timbales |